# Волков Юрій Васильович
Ю́рій Васи́льович Во́лков (нар. 24 червня 1989 — 29 жовтня 2016) — солдат Збройних сил України, учасник російсько-української війни.

## Життєпис
Народився 1989 року а місті Новоград-Волинський (Житомирська область). В родині було п'ятеро дітей, батько помер, з 1992 року Юрій лишився без батьківської опіки; його та ще двох його братів розкидали по дитячих будинках. Коли його вирішили знайти, то довго не могли цього зробити — виявили Юру в дитбудинку у Денишах під Житомиром.
Після випуску з інтернату закінчив ВПУ за спеціальністю електрик. Переїхав жити до матері у село Романівка. Підробляв в Овручі у столярному цеху, різноробом на будівництвах. Понад рік працював охоронцем — у ТРЦ «Блокбастер» у Києві. 2015 року мати Юрія загинула в ДТП; незабаром померла нерідна бабуся, з якою він жив.
У квітні 2016 року підписав контракт на військову службу; солдат 54-го окремого розвідувального батальйону, майстер-номер обслуги.
28 жовтня 2016-го був важко поранений в часі мінометного обстрілу села Широкине (Волноваський район). Помер 29 жовтня від множинних осколкових поранень лівої частини тіла та шоку в лікарні Маріуполя. Разом з Юрієм загинув солдат Руслан Бабівський.
Прощання з воїнами пройшло в будинку офіцерів міста Новоград-Волинський, поховали на Алеї Слави Центрального кладовища.
Без Юрія лишилися цивільна дружина на 9 місяці вагітності, брати та сестри.

## Нагороди та вшанування
- указом Президента України № 48/2017 від 27 лютого 2017 року «за особисту мужність і високий професіоналізм, виявлені у захисті державного суверенітету та територіальної цілісності України, вірність військовій присязі» — нагороджений орденом «За мужність» III ступеня (посмертно)[1]